# Nilagiri
Nilagiri is een stad en “notified area” in het district Baleshwar van de Indiase staat Odisha. 

## Demografie
Volgens de Indiase volkstelling van 2001 wonen er 14.745 mensen in Nilagiri, waarvan 51% mannelijk en 49% vrouwelijk is. De plaats heeft een alfabetiseringsgraad van 60%. 